# Morašice (Svitavy)
Morašice é uma comuna checa localizada na região de Pardubice, distrito de Svitavy.